# Insidioso
«Інсідіозо» (італ. Insidioso) — ескадрений міноносець типу «Індоміто» ВМС Італії часів Першої світової війни.

## Історія створення
Ескадрений міноносець «Інсідіозо» був закладений у 1910 році на верфі «Cantiere Pattison» в Неаполі. Спущений на воду 30 вересня 1913 року, став до ладу у 1914 році.

## Історія служби

### Перша світова війна
Після вступу Італії у Першу світову війну «Інсідіозо» був включений до складу II ескадри есмінців, разом з однотипними «Імпавідо», «Індоміто», «Імпетуозо», «Іррек'єто» та «Інтрепідоо».
9 червня «Інсідіозо» разом з есмінцями «Індоміто», «Інтрепідо», «Імпетуозо», «Іррек'єто», «Анімозо», «Ардіто», «Арденте», «Аудаче» і крейсер-скаут «Куарто» супроводжували крейсери «Джузеппе Гарібальді» і «Веттор Пізані», здійснюючи обстріли албанського узбережжя.
3 грудня «Інсідіозо» Під командуванням капітана III рангу Умберто Буччі вийшов з Бріндізі і разом з есмінцями «Індоміто», «Інтрепідо», «Імпетуозо» та «Іррек'єто» супроводжував один з перших конвоїв, які доставили війська та спорядження в Албанію. Конвой складався з транспортів «Ре Умберто» та «Вальпараїсо» та перевозили 1800 вояків і 150 коней.
Поблизу албанського узбережжя «Ре Умберто» підірвався на міні, розламався навпіл та затонув. «Іррек'єто» взяв участь у рятувальній операції, під час якої врятовано загалом 712 осіб
24 червня 1916 року «Інсідіозо», «Іррек'єто», «Імпавідо», «Аудаче» та крейсерт-скаут «Марсала» прикривали атаку торпедних моторних човнів в Дурресі, внаслідок якої був серйозно пошкоджений пароплав «Сараєво».
11 червня 1917 року «Інсідіозо», «Іррек'єто» і міноносці «Айроне» і «Ардеа» прикривали наліт гідролітаків на Дуррес.

### Післявоєнна служба
Після закінчення війни «Інсідіозо» пройшов ремонт, під час якого було доповнене артилерійське озброєння.
У 1929 році корабель був перекласифікований в міноносець.
у 1938 році корабель був виключений зі складу флоту.

### Друга світова війна
Після початку Другої світової війни, у 1941 році «Інсідіозо» був знову повернутий до складу флоту. Оскільки корабель був найстарішим міноносцем флоту, він мало залучався до виконання бойових завдань.
Наприкінці січня 1942 року «Інсідіозо» брав участь в безуспішних спробах врятувати вцілілих членів екіпажу італійського підводного човна «Медуза», потопленого британським підводним човном
«Торн».
10 вересня 1943 року, після Капітуляції Італії, «Інсідіозо», який на той момент перебував в Пулі, був захоплений німцями. 8 листопада він увійшов до складу Крігсмаріне під назвою «TA 21».
9 серпня 1944 року корабель був серйозно пошкоджений внаслідок нальоту британської авіації.
5 листопада 1944 року «Інсідіозо» був потоплений в порту Фіуме під час нальоту британської авіації.
У 1947 році рештки корабля були підняті та здані на злам.